# Roanoke (Texas)
Pour les articles homonymes, voir Roanoke.
La ville de Roanoke est située dans le comté de Denton, dans l’État du Texas, aux États-Unis. Sa population s’élevait à 5 962 habitants lors du recensement de 2010, estimée à 7 804 habitants en 2016.

## Source
- (en) Cet article est partiellement ou en totalité issu de l’article de Wikipédia en anglais intitulé « Roanoke, Texas » (voir la liste des auteurs).